# U-276
U-276 — средняя немецкая подводная лодка типа VIIC времён Второй мировой войны.

## История
Заказ на постройку субмарины был отдан 10 апреля 1941 года. Лодка была заложена 24 февраля 1942 года на верфи Бремен-Вулкан под строительным номером 41, спущена на воду 24 октября 1942 года. Лодка вошла в строй 9 декабря 1942 года под командованием оберлейтенанта Юргена Тимме.

### Командиры
- 9 декабря 1942 года — 19 октября 1943 года оберлейтенант цур зее Юрген Тимме
- 20 октября 1943 года — 18 июля 1944 года капитан-лейтенант Рольф Борчерс
- 19 июля 1944 года — 29 сентября 1944 года капитан-лейтенант Хайнц Цварг

### Флотилии
- 9 декабря 1942 года — 29 февраля 1944 года — 8-я флотилия (учебная)
- 1 марта 1944 года — 1 июля 1944 года — 1-я флотилия
- 1 июля 1944 года — 29 сентября 1944 года — 31-я флотилия

### История службы
Лодка совершила 3 боевых похода, успехов не достигла. Выведена из боевого строя 29 сентября 1944 года. Использовалась как плавучая зарядовая станция, находилась в составе флота до конца войны.

### Атаки на лодку
- 25 мая 1944 года лодка подверглась атаке самолёта, после которой была вынуждена вернуться на базу.